# Конін-Жаганський
Конін-Жаганський (пол. Konin Żagański, нім. Kunau) — село в Польщі, у гміні Ілова Жаганського повіту Любуського воєводства.
Населення — 702 особи (2011).
У 1975-1998 роках село належало до Зеленогурського воєводства.

## Демографія
Демографічна структура станом на 31 березня 2011 року:
|          | Загалом | Допрацездатний вік | Працездатний вік | Постпрацездатний вік |
| -------- | ------- | ------------------ | ---------------- | -------------------- |
| Чоловіки | 347     | 71                 | 248              | 28                   |
| Жінки    | 355     | 67                 | 211              | 77                   |
| Разом    | 702     | 138                | 459              | 105                  |